# الشجوه
الشجوه (به عربی: الشجوة) یک منطقهٔ مسکونی در عربستان سعودی است که در استان مکه واقع شده‌است.